# Jasper Melis
Jasper Melis (Turnhout, 12 oktober 1985) is een Belgisch voormalig wielrenner.

## Carrière
Melis was maar een korte periode prof en de zege in zijn carrière was het Provinciaal kampioenschap tijdrijden van Antwerpen voor Elite zonder contract in 2008.
Bettini  · Boonen  · Bramati · Christensen · Cretskens · De Fauw · De Weert · Engels · Garrido · Hulsmans · Knaven · Lotz · Mercado · Moreni · Nuyens · Paolini · Pecharroman · Pozzato · Rogers     · Rosseler · Sinkewitz · Tankink · Trenti · Van Goolen · Vanthourenhout (tot 28/02) · Verbrugghe · Viganò · Weylandt · Zanini · Melis (stagiair) · Neirynck (stagiair) · Santaromita (stagiair)